# Alessandro Messina
Alessandro Messina (nascido em 30 de agosto de 1941) é um ex-ciclista canadense. Ele representou o Canadá nos Jogos Olímpicos de Verão de 1960, em Roma.